# Mr. North
Mr. North és una pel·lícula estatunidenca dirigida per Danny Huston el 1988. Ha estat doblada al català.

## Argument
Newport (Rhode Island), anys 1920. Un jove, Theophilus North, és contractat com a lector d'algunes famílies de l'alta burgesia. Entre els seus clients es troba Senyor Bosworth. Un cúmul de circumstàncies porta a considerar North com un curandero "fabricant de miracles" que atreu aviat una multitud de gent. El cos de medicina, via doctor McPherson, li posa un procés per xarlatanisme, no obstant això North troba aliats.

## Repartiment
- Anthony Edwards: Theophilus North
- Robert Mitchum: Mr Bosworth
- Lauren Bacall: Mrs Cranston
- Harry Dean Stanton: Henry Simmons
- Anjelica Huston: Persis Bosworth-Tennyson
- Mary Stuart Masterson: Elspeth Skeel
- Virginia Madsen: Sally Boffin
- Tammy Grimes: Sarah Baily-Lewis
- David Warner: El metge McPherson
- Hunter Carson: Galloper Skeel
- Christopher Durang: YMCA Clerk
- Mark Metcalf: Mr Skeel
- Katharine Houghton: Mrs Skeel
- Thomas H. Needham: El jutge
- Richard Woods: Willis
- Harriet Rogers: La tia Liselotte
- Christopher Lawford: Michael Patrick Ennis III
- Marietta Tree: Amanda Venable
- Richard Kneeland: Buster Venable
- Alegra Huston: Miss Welmore